# ديلنيا أندامانية
ديلنيا أندامانية (الاسم العلمي:Dillenia andamanica) هي نوع من النباتات يتبع جنس الديلنيا من الفصيلة الديلنية.